# شيماء عبد اللطيف
شيماء عبد اللطيف (مواليد 21 أبريل 1981) هي لاعبة رماية مصرية، مثّلت مصر في أولمبياد أثينا 2004 وبكين 2008 وريو دي جانيرو 2016.

## المشاركة الأولمبية

### أثينا 2004
| الرياضيّة         | الحدث              | التصفيات | التصفيات | النهائي  | النهائي  |
| الرياضيّة         | الحدث              | النقاط   | الترتيب  | النقاط   | الترتيب  |
| ---------------- | ------------------ | -------- | -------- | -------- | -------- |
| شيماء عبد اللطيف | 10 متر بندقية هواء | 388      | 33م      | لم تتأهل | لم تتأهل |

### بكين 2008
| الرياضِيَّة         | الحدث              | التصفيات | التصفيات | النهائي  | النهائي  |
| الرياضِيَّة         | الحدث              | النقاط   | الترتيب  | النقاط   | الترتيب  |
| ---------------- | ------------------ | -------- | -------- | -------- | -------- |
| شيماء عبد اللطيف | 10 متر بندقية هواء | 393      | 23       | لم تتأهل | لم تتأهل |

### ريو دي جانيرو 2016
| الرياضِيَّة         | الحدث              | التصفيات | التصفيات | النهائي  | النهائي  |
| الرياضِيَّة         | الحدث              | النقاط   | الترتيب  | النقاط   | الترتيب  |
| ---------------- | ------------------ | -------- | -------- | -------- | -------- |
| شيماء عبد اللطيف | 10 متر بندقية هواء | 413.2    | 27       | لم تتأهل | لم تتأهل |